# Cipriano García Sánchez
Cipriano García Sánchez (Manzanares de la Mancha, 26 de setembre de 1927 - Castelldefels, 22 de maig de 1995) fou un polític i sindicalista català.
El 1943 entrà a treballar a les mines de Almuradiel, que deixà el 1951, quan s'establí al barri de Ca n'Anglada de Terrassa, on treballà a RENFE i a Cerámica Egara. Afiliat al Partit Socialista Unificat de Catalunya (PSUC), el 1954 passà a formar part de la direcció egarenca del partit. Participà en la vaga de les bicicletes de 1956 i el 1957 fou detingut a la tornada d'un congrés clandestí del PSUC a França, raó per la qual fou tancat al Penal de Burgos fins al 1959. El 1960 participà a Terrassa en les protestes per les detencions de Jordi Pujol i Soley i els altres implicats en els fets del Palau, raó per la qual fou jutjat en consell de guerra amb sis sindicalistes més i tancat novament al Penal de Burgos fins a 1964. A la sortida participà en la creació de Comissions Obreres i el 1965 accedí per primer cop als comitès central i executiu del partit. Després del VIII Congrés del Partit Comunista d'Espanya formà part del seu comitè central. Fou detingut novament el 1967, any en què formà part de la coordinadora general de CCOO en nom de la Comissió Obrera Nacional de Catalunya. Assolí escapolir-se durant la caiguda dels dirigents del sindicat el 1972, cosa que provocà l'anomenat Procés 1001, i des d'aleshores fins a 1975 fou el màxim responsable de la coordinadora de Comissions Obreres a la clandestinitat.
A les eleccions generals espanyoles de 1979 fou elegit diputat a les Corts de Madrid fins al 1982, on va fou vocal de la Comissió de Treball del Congrés dels Diputats. A les eleccions autonòmiques de 1984 fou elegit diputat fins al 1988. Defensà la unitat de la classe treballadora del Principat front les temptatives neolerrouxistes pretesament d'esquerres. Instal·lat ja a Castelldefels, encapçalà les llistes municipals d'Iniciativa per Catalunya (IC) a les eleccions municipals espanyoles de 1991. Morí en un accident durant una encartellada a les següents municipals. En la seva memòria la Comissió Obrera Nacional de Catalunya (CONC) ha creat la Fundació Cipriano García.
Al seu enterrament hi assistiren 1.500 persones i el seu fèretre es cobrí significativament, com assenyalà Teresa Pàmies, amb tres banderes: la catalana, la del sindicat Comissions Obreres i la del PSUC.

## Obres
- La clase obrera y el problema nacional a Catalunya 70 (1970)
- El model Terrassa a La nostra utopia. PSUC cinquanta anys d'història, (1986)